# Sarotherodon tournieri
Sarotherodon tournieri es una especie de peces de la familia Cichlidae en el orden de los Perciformes.

## Subespecies
- Sarotherodon tournieri liberiensis (Thys van den Audenaerde, 1971
- Sarotherodon tournieri tournieri (Daget, 1965